# Ferenc Forgách
Il barone Ferenc Forgách de Ghymes (Esztergom, 1566 – Szentkereszt, 16 ottobre 1615) è stato un cardinale e arcivescovo cattolico ungherese.

## Biografia
Nacque a Strigonio nel 1566.
Il 22 dicembre 1587 fu eletto dal re d'Ungheria vescovo di Veszprém, ma la Santa Sede non confermò la nomina.
Il 10 luglio 1596 fu trasferito dal re d'Ungheria alla sede di Nitra.
Il 5 novembre 1607 fu promosso arcivescovo di Strigonio e primate di Ungheria.
Papa Paolo V lo elevò al rango di cardinale nel concistoro del 10 dicembre 1607, ma non gli fu assegnata nessuna chiesa titolare, poiché non si recò mai a Roma per prenderne possesso.
Incoronò re Mattia II di Ungheria.
Morì il 16 ottobre 1615 all'età di 49 anni.

## Genealogia episcopale e successione apostolica
La genealogia episcopale è:
- Vescovo Balthasar Waneman, O.P.
- Vescovo Georg Marschalk von Pappenheim
- Arcivescovo Michael von Kuenburg
- Vescovo Christoph Schlattl
- Vescovo Martin Brenner
- Cardinale Ferenc Forgách

La successione apostolica è:
- Vescovo Johannes Pyber de Gyerkény (1614)